# Liste der Stolpersteine in Bad Ems
Die Liste der Stolpersteine in Bad Ems enthält die Stolpersteine, welche von Gunter Demnig in Bad Ems am verlegt wurden. Sie sollen an die Opfer des Nationalsozialismus erinnern, die in Bad Ems ihren letzten bekannten Wohnsitz hatten, bevor sie deportiert, ermordet, vertrieben oder in den Suizid getrieben wurden.
Hinweis: Die Liste ist sortierbar. Durch Anklicken eines Spaltenkopfes wird die Liste nach dieser Spalte sortiert, zweimaliges Anklicken kehrt die Sortierung um. Durch das Anklicken zweier Spalten hintereinander lässt sich jede gewünschte Kombination erzielen.

## Liste der Stolpersteine
| Adresse                         | Verlegedatum | NS-Opfer                                    | Inschrift | Bild |
| ------------------------------- | --- | ------------------------------------------- | --- | --- |
| Lahnstraße 5 · Bad Ems ·        | 21. Jan. 2009 Inschriften liegen nur rudimentär vor Vervollständigung erwünscht                                            | Albert Mainzer Jg. 1882                     | HIER WOHNTE ALBERT MAINZER JG. 1882 DEPORTIERT 1941 ERMORDET IN MINSK                                                                    | |
| Lahnstraße 5 · Bad Ems ·        | 21. Jan. 2009 Inschriften liegen nur rudimentär vor Vervollständigung erwünscht                                            | Albert Mainzer Jg. 1922                     | HIER WOHNTE ALBERT MAINZER JG. 1922 DEPORTIERT 1941 ERMORDET IN MINSK                                                                    | |
| Lahnstraße 5 · Bad Ems ·        | 21. Jan. 2009 Inschriften liegen nur rudimentär vor Vervollständigung erwünscht                                            | Julchen Mainzer geb. Simon Jg. 1888         | HIER WOHNTE JULCHEN MAINZER GEB. SIMON JG. 1888 DEPORTIERT 1941 ERMORDET IN MINSK                                                        | |
| Lahnstraße 5 · Bad Ems ·        | 21. Jan. 2009 Inschriften liegen nur rudimentär vor Vervollständigung erwünscht                                            | Ruth Betty Mainzer Jg. 1922                 | HIER WOHNTE RUTH BETTY MAINZER JG. 1922 DEPORTIERT 1941 ERMORDET IN MINSK                                                                | |
| Lahnstraße 5 · Bad Ems ·        | 21. Jan. 2009 Inschriften liegen nur rudimentär vor Vervollständigung erwünscht                                            | Berta Strauss geb. Kohlhagen Jg. 1906       | HIER WOHNTE BERTA STRAUSS GEB. KOHLHAGEN JG. 1906 DEPORTIERT 1941 ERMORDET IN RIGA                                                       | |
| Lahnstraße 5 · Bad Ems ·        | 21. Jan. 2009 Inschriften liegen nur rudimentär vor Vervollständigung erwünscht                                            | Ludwig Strauss Jg. 1905                     | HIER WOHNTE LUDWIG STRAUSS JG. 1905 DEPORTIERT 1941 ERMORDET IN RIGA                                                                     | |
| Lahnstraße 5 · Bad Ems ·        | 21. Jan. 2009 Inschriften liegen nur rudimentär vor Vervollständigung erwünscht                                            | Doris Strauss Jg. 1934                      | HIER WOHNTE DORIS STRAUSS JG. 1934 DEPORTIERT 1941 ERMORDET IN RIGA                                                                      | |
| Mainzer Straße 7 · Bad Ems ·    | 21. Jan. 2009 Inschriften liegen nur rudimentär vor Vervollständigung erwünscht                                            | Ruth Cohn geb. Weil Jg. 1905                | HIER WOHNTE RUTH COHN GEB. WEIL JG. 1905 DEPORTIERT 1942 RICHTUNG OSTEN ERMORDET                                                         | |
| Mainzer Straße 8 · Bad Ems ·    | 21. Jan. 2009 Inschriften liegen nur rudimentär vor Vervollständigung erwünscht                                            | Ida Kaufmann Jg. 1868                       | HIER WOHNTE IDA KAUFMANN JG. 1868 DEPORTIERT 1942 THERESIENSTADT TOT 4.8.1942                                                            | |
| Mainzer Straße 8 · Bad Ems ·    | 21. Jan. 2009 Inschriften liegen nur rudimentär vor Vervollständigung erwünscht                                            | Paula Kaufmann Jg. 1877                     | HIER WOHNTE PAULA KAUFMANN JG. 1877 ???                                                                                                  | |
| Mainzer Straße 8 · Bad Ems ·    | 21. Jan. 2009 Inschriften liegen nur rudimentär vor Vervollständigung erwünscht                                            | Thekla Klee geb. Kaufmann Jg. 1870          | HIER WOHNTE THEKLA KLEE GEB. KAUFMANN JG. 1870 ???                                                                                       | |
| Römerstraße 12 · Bad Ems ·      | 21. Jan. 2009 Inschriften liegen nur rudimentär vor Vervollständigung erwünscht                                            | Adolf Königsberger Jg. 1878                 | HIER WOHNTE ADOLF KÖNIGSBERGER JG. 1878 GEDEMÜTIG/ENTRECHTET FLUCHT IN DEN TOD 21.12.1938                                                | |
| Römerstraße 12 · Bad Ems ·      | 21. Jan. 2009 Inschriften liegen nur rudimentär vor Vervollständigung erwünscht                                            | Fanny Königsberger Jg. 1866                 | HIER WOHNTE FANNY KÖNIGSBERGER JG. 1855 DEPORTIERT 1942 THERESIENSTADT TOT 24.9.1942                                                     | |
| Römerstraße 12 · Bad Ems ·      | 21. Jan. 2009 Inschriften liegen nur rudimentär vor Vervollständigung erwünscht                                            | Louis Jessel Jg. 1873                       | HIER WOHNTE LOUIS JESSEL JG. 1873 DEPORTIERT 1942 THERESIENSTADT TOT 16.7.1944                                                           | |
| Römerstraße 12 · Bad Ems ·      | 21. Jan. 2009 Inschriften liegen nur rudimentär vor Vervollständigung erwünscht                                            | Flora Jessel Jg. 1884                       | Deportiert 1942 Theresienstadt Tot 2.3.1943                                                                                              | |
| Koblenzer Straße 30 · Bad Ems · | 21. Jan. 2009 Inschriften liegen nur rudimentär vor Vervollständigung erwünscht                                            | Hedwig Oppenheimer geb. Blumenthal Jg. 1885 | HIER WOHNTE HEDWIG OPPENHEIMER GEB. BLUMENTHAL JG. 1885 DEPORTIERT 1942 MAJDANEK ERMORDET IN SOBIBOR                                     | |
| Koblenzer Straße 30 · Bad Ems · | 21. Jan. 2009 Inschriften liegen nur rudimentär vor Vervollständigung erwünscht                                            | Moritz Oppenheimer Jg. 1878                 | HIER WOHNTE MORITZ OPPENHEIMER JG. 1878 DEPORTIERT 1942 MAJDANEK ERMORDET IN SOBIBOR                                                     | |
| Arzbacher Straße 57 · Bad Ems · | 5. Apr. 2011 Inschriften liegen nur rudimentär vor Vervollständigung erwünscht                                             | Wilhelm Heinz Jg. 1889                      | HIER WOHNTE WILHELM HEINZ JG. 1889 VERHAFTET 1945 DACHAU TOT 2.4.1945                                                                    | |
| Bleichstraße 6 · Bad Ems ·      | 5. Apr. 2011 Inschriften liegen nur rudimentär vor Vervollständigung erwünscht                                             | Henriette Süsskind Jg. 1890                 | HIER WOHNTE HENRIETTE SÜSSKIND JG. 1890 DEPORTIERT 1942 TOT IN THERESIENSTADT                                                            | |
| Bleichstraße 7 · Bad Ems ·      | 5. Apr. 2011 Inschriften liegen nur rudimentär vor Vervollständigung erwünscht                                             | Hermann Thalheimer Jg. 1873                 | HIER WOHNTE HERMANN THALHEIMER JG. 1873 SCHICKSAL UNBEKANNT                                                                              | |
| Bleichstraße 7 · Bad Ems ·      | 5. Apr. 2011 Inschriften liegen nur rudimentär vor Vervollständigung erwünscht                                             | Bertha Thalheimer Jg. 1864                  | HIER WOHNTE BERTHA THALHEIMER JG. 1864 DEPORTIERT 1942 ERMORDET IN SOBIBOR                                                               | |
| Bleichstraße 7 · Bad Ems ·      | 5. Apr. 2011 Inschriften liegen nur rudimentär vor Vervollständigung erwünscht                                             | Max Thalheimer Jg. 1897                     | HIER WOHNTE MAX THALHEIMER JG. 1897 SCHICKSAL UNBEKANNT                                                                                  | |
| Bleichstraße 7 · Bad Ems ·      | 5. Apr. 2011 Inschriften liegen nur rudimentär vor Vervollständigung erwünscht                                             | Johanna Thalheimer Jg. 1867                 | HIER WOHNTE JOHANNA THALHEIMER JG. 1867 DEPORTIERT 1942 ERMORDET IN SOBIBOR                                                              | |
| Friedrichstraße 13 · Bad Ems ·  | 5. Apr. 2011 Inschriften liegen nur rudimentär vor Vervollständigung erwünscht                                             | Walter Strauss Jg. 1918                     | HIER WOHNTE WALTER STRAUSS JG. 1918 DEPORTIERT 1942 ERMORDET IN AUSCHWITZ                                                                | |
| Friedrichstraße 13 · Bad Ems ·  | 5. Apr. 2011 Inschriften liegen nur rudimentär vor Vervollständigung erwünscht                                             | Horst Strauss Jg. 1931                      | HIER WOHNTE HORST STRAUSS JG. 1931 ERMORDET 4.9.1943 IN HADAMAR                                                                          | |
| Friedrichstraße 13 · Bad Ems ·  | 5. Apr. 2011 Inschriften liegen nur rudimentär vor Vervollständigung erwünscht                                             | Willi Strauss Jg. 1929                      | HIER WOHNTE WILLI STRAUSS JG. 1929 ERMORDET 9.8.1943 IN HADAMAR                                                                          | |
| Friedrichstraße 13 · Bad Ems ·  | 5. Apr. 2011 Inschriften liegen nur rudimentär vor Vervollständigung erwünscht                                             | Carola Mironowitsch Geb. Strauss Jg. 1908   | HIER WOHNTE CAROLA MIRONOWITSCH GEB. STRAUSS JG. 1908 UNFREIWILLIG VERZOGEN 1939 KÖLN DEPORTIERT 1941 RIGA ERMORDET 25.12.1944 STUTTHOF  | |
| Friedrichstraße 13 · Bad Ems ·  | 5. Apr. 2011 Inschriften liegen nur rudimentär vor Vervollständigung erwünscht                                             | Netta Strauss Jg. 1878                      | HIER WOHNTE NETTA STRAUSS UNFREIWILLIG VERZOGEN 1939 KÖLN DEPORTIERT 1941 RIGA ???                                                       | |
| Friedrichstraße 9 · Bad Ems ·   | 5. Apr. 2011 Inschriften liegen nur rudimentär vor Vervollständigung erwünscht                                             | Luise Leopold Jg. 1870                      | HIER WOHNTE LUISE LEOPOLD JG. 1870 DEPORTIERT 1942 ERMORDET IN TREBLINKA                                                                 | |
| Grabenstraße 13 · Bad Ems ·     | 5. Apr. 2011 Inschriften liegen nur rudimentär vor Vervollständigung erwünscht                                             | Helly Kirchberger Jg. 1901                  | HIER WOHNTE HELLY KIRCHBERGER JG. 1901 DEPORTIERT 1942 ERMORDET IN AUSCHWITZ                                                             | |
| Grabenstraße 13 · Bad Ems ·     | 5. Apr. 2011 Inschriften liegen nur rudimentär vor Vervollständigung erwünscht                                             | Fanny Kirchberger geb Wiesengrund Jg. 1868  | HIER WOHNTE FANNY KIRCHBERGER GEB. WIESENGRUND JG. 1901 DEPORTIERT 1943 ERMORDET IN AUSCHWITZ                                            | |
| Lahnstraße 43 · Bad Ems ·       | 5. Apr. 2011 Inschriften liegen nur rudimentär vor Vervollständigung erwünscht                                             | Tilly Lehmann Jg. 1878                      | SCHICKSAL UNBEKANNT | |
| Lahnstraße 22 · Bad Ems ·       | 5. Apr. 2011 Inschriften liegen nur rudimentär vor Vervollständigung erwünscht                                             | Eugen Goldfisch Jg. 1877                    | HIER WOHNTE EUGEN GOLDFISCH JG. 1877 DEPORTIERT 1942 THERESIENSTADT TOT 30.12.1942                                                       | |
| Lahnstraße 22 · Bad Ems ·       | 5. Apr. 2011 Inschriften liegen nur rudimentär vor Vervollständigung erwünscht                                             | Lina Goldfisch geb. Heumann Jg. 1883        | HIER WOHNTE LINA GOLDFISCH GEB. HEUMANN JG. 1883 DEPORTIERT 1942 THERESIENSTADT TOT 26.2.1944                                            | |
| Mainzer Straße 5 · Bad Ems ·    | 5. Apr. 2011 Inschriften liegen nur rudimentär vor Vervollständigung erwünscht                                             | Ida Weil geb. Löwenstein Jg. 1869           | HIER WOHNTE IDA WEIL GEB. LÖWENSTEIN JG. 1869 DEPORTIERT 1942 ERMORDET IN TREBLINKA                                                      | |
| Schulstraße 32 · Bad Ems ·      | 5. Apr. 2011 Inschriften liegen nur rudimentär vor Vervollständigung erwünscht                                             | Albert Grünebaum Jg. 1906                   | Deportiert 1941 Minsk Ermordet | |
| Schulstraße 32 · Bad Ems ·      | 5. Apr. 2011 Inschriften liegen nur rudimentär vor Vervollständigung erwünscht                                             | Käte Grünebaum Jg. 1888                     | Deportiert 1941 Minsk Ermordet | |
| Schulstraße 32 · Bad Ems ·      | 5. Apr. 2011 Inschriften liegen nur rudimentär vor Vervollständigung erwünscht                                             | Minna Grünebaum Jg. 1881                    | Deportiert 1941 Minsk Ermordet | |
| Schulstraße 3 · Bad Ems ·       | 5. Apr. 2011 Inschriften liegen nur rudimentär vor Vervollständigung erwünscht                                             | Christian Kohler Jg. 1893                   | Verhaftet August 1944 KPD-Mitglied Tot 1945 Dachau                                                                                       | Bild gesucht Die Wikipedia wünscht sich an dieser Stelle ein Bild vom Ort mit diesen Koordinaten 50.33449 7.711433 . Motiv: Stolpersteine Schulstraße 3, Bad Ems Falls du dabei helfen möchtest, erklärt die Anleitung , wie das geht. BW        |
| Villenpromenade 6 · Bad Ems ·   | 5. Apr. 2011 Inschriften liegen nur rudimentär vor Vervollständigung erwünscht                                             | Hilde Bernstein geb. Stern Jg. 1885         | Deportiert Riga Ermordet | |
| Villenpromenade 6 · Bad Ems ·   | 5. Apr. 2011 Inschriften liegen nur rudimentär vor Vervollständigung erwünscht                                             | Hugo Bernstein Jg. 1873                     | Deportiert 1942 Sobibor Ermordet | |
| Römerstraße 89 · Bad Ems ·      | | Margarete Levi Jg. 1914                     | Deportiert Auschwitz Ermordet | Bild gesucht Die Wikipedia wünscht sich an dieser Stelle ein Bild vom Ort mit diesen Koordinaten 50.333582 7.716368 . Motiv: Stolpersteine Römerstraße 89, Bad Ems Falls du dabei helfen möchtest, erklärt die Anleitung , wie das geht. BW      |
| Koblenzer Straße 19 · Bad Ems · | 2010 Selbstverlegung nach Fertigstellung der Römerstraße Inschriften liegen nur rudimentär vor Vervollständigung erwünscht | Alexander Salomon Jg. 1871                  | HIER WOHNTE ALEXANDER SALOMON JG. 1871 DEPORTIERT 1942 TREBLINKA ERMORDET                                                                | |
| Koblenzer Straße 19 · Bad Ems · | 2010 Selbstverlegung nach Fertigstellung der Römerstraße Inschriften liegen nur rudimentär vor Vervollständigung erwünscht | Berta Salomon geb. Bernstein Jg. 1880       | HIER WOHNTE BERTA SALOMON GEB. BERNSTEIN JG. 1880 DEPORTIERT 1942 THERESIENSTADT ERMORDET                                                | |
| Römerstraße 36 · Bad Ems ·      | 2010 Selbstverlegung nach Fertigstellung der Römerstraße Inschriften liegen nur rudimentär vor Vervollständigung erwünscht | Berta Salomon Jg. 1861                      | Deportiert 1942 Treblinka Ermordet | Bild gesucht Die Wikipedia wünscht sich an dieser Stelle ein Bild vom Ort mit diesen Koordinaten 50.331878 7.720855 . Motiv: Stolpersteine Römerstraße 36, Bad Ems Falls du dabei helfen möchtest, erklärt die Anleitung , wie das geht. BW      |
| Römerstraße 64 · Bad Ems ·      | 2010 Selbstverlegung nach Fertigstellung der Römerstraße Inschriften liegen nur rudimentär vor Vervollständigung erwünscht | Setta Bernstein Jg. 1872                    | Deportiert 1942 Treblinka Ermordet | Bild gesucht Die Wikipedia wünscht sich an dieser Stelle ein Bild vom Ort mit diesen Koordinaten 50.334156 7.715528 . Motiv: Stolpersteine Römerstraße 64, Bad Ems Falls du dabei helfen möchtest, erklärt die Anleitung , wie das geht. BW      |
| Römerstraße 64 · Bad Ems ·      | 2010 Selbstverlegung nach Fertigstellung der Römerstraße Inschriften liegen nur rudimentär vor Vervollständigung erwünscht | Ida Emmel Jg. 1867                          | Deportiert 1942 Treblinka Ermordet | Bild gesucht Die Wikipedia wünscht sich an dieser Stelle ein Bild vom Ort mit diesen Koordinaten 50.334156 7.715528 . Motiv: Stolpersteine Römerstraße 64, Bad Ems Falls du dabei helfen möchtest, erklärt die Anleitung , wie das geht. BW      |
| Römerstraße 78 · Bad Ems ·      | 2010 Selbstverlegung nach Fertigstellung der Römerstraße Inschriften liegen nur rudimentär vor Vervollständigung erwünscht | Clara Neumann Jg. 1909                      | HIER WOHNTE CLARA NEUMANN JG. 1909 VERHAFTET 1939 RAVENSBRÜCK TOT 31.3.1942                                                              | |
| Römerstraße 78 · Bad Ems ·      | 2010 Selbstverlegung nach Fertigstellung der Römerstraße Inschriften liegen nur rudimentär vor Vervollständigung erwünscht | Ignatz Neumann Jg. 1867                     | HIER WOHNTE IGNATZ NEUMANN JG. 1867 DEPORTIERT 1942 TREBLINKA ERMORDET                                                                   | |
| Römerstraße 78 · Bad Ems ·      | 2010 Selbstverlegung nach Fertigstellung der Römerstraße Inschriften liegen nur rudimentär vor Vervollständigung erwünscht | Jettchen Neumann geb. Israel Jg. 1871       | HIER WOHNTE JETTCHEN NEUMANN GEB: ISRAEL JG. 1871 DEPORTIERT 1942 TREBLINKA ERMORDET                                                     | |
| Römerstraße 36 · Bad Ems ·      | 2013 Selbstverlegung Inschriften liegen nur rudimentär vor Vervollständigung erwünscht                                     | Betty Bernstein Jg. 1884                    | Unfreiwillig verzogen 1939 Kassel Deportiert 1942 Theresienstadt Ermordet 16.10.1944 Auschwitz                                           | Bild gesucht Die Wikipedia wünscht sich an dieser Stelle ein Bild vom Ort mit diesen Koordinaten 50.331878 7.720855 . Motiv: Stolpersteine Römerstraße 36, Bad Ems Falls du dabei helfen möchtest, erklärt die Anleitung , wie das geht. BW      |
| Friedrichstraße 9 · Bad Ems ·   | 2013 Selbstverlegung Inschriften liegen nur rudimentär vor Vervollständigung erwünscht                                     | Miry Flegenheimer geb. Leopold Jg. 1906     | HIER WOHNTE MIRY FLEGENHEIMER GEB. LEOPOLD JG. 1906 UNFREIWILLIG VERZOGEN 1939 WIESLOCH DEPORTIERT 1940 GURS ERMORDET 7.9.1942 AUSCHWITZ | |
| Braubacher Straße 9 · Bad Ems · | 2013 Selbstverlegung Inschriften liegen nur rudimentär vor Vervollständigung erwünscht                                     | Jeanette Levy geb. Stein Jg. 1867           | Unfreiwillig verzogen 1938 Frankfurt/a. M. Deportiert 1942 Theresienstadt Ermordet 3.9.1942                                              | Bild gesucht Die Wikipedia wünscht sich an dieser Stelle ein Bild vom Ort mit diesen Koordinaten 50.326766 7.727064 . Motiv: Stolpersteine Braubacher Straße 9, Bad Ems Falls du dabei helfen möchtest, erklärt die Anleitung , wie das geht. BW |